# Bernard Boursicot
Pour les articles homonymes, voir Boursicot.
Bernard Boursicot, né le 12 août 1944 à Vannes, est un fonctionnaire français impliqué dans une affaire d'espionnage au profit de la Chine, connue sous le nom de M. Butterfly.

## Biographie
Bernard Boursicot est le fils d'un comptable et d'une couturière de Vannes.
Enseignant de français, il est recruté à la suite d'un concours extérieur par le gouvernement français comme fonctionnaire, alors qu'il n'a que 20 ans. Travaillant comme comptable à l'ambassade de France en Chine, il est séduit par un chanteur de l'opéra de Pékin qui joue des rôles féminins, Shi Pei Pu. Shi Pei Pu fit croire à Boursicot qu'il était une femme élevée comme un garçon. Plus tard, Shi Pei Pu expliquera lors de son procès que leurs relations sexuelles se passaient toujours dans le noir et qu’il dissimulait son sexe, jambes serrées.
Shi Pei Pu et Bernard Boursicot entamèrent une relation discontinue de 1964 à 1983 qui se fortifia lorsque Shi Pei Pu lui fit croire que pendant une mutation du diplomate, un enfant était né de leur relation : Shi Dudu, élevé au Xinjiang « chez des paysans » ; en fait il s'agissait d'un orphelin fourni par le Qingbao, les services secrets chinois.
Au nom de cette famille, il accepte alors d'espionner pour le compte du Qingbao de 1967 à 1972. Il est ensuite promu dans une ambassade au Belize, et cesse sa collaboration avec le parti communiste chinois. Dix ans plus tard, en 1982, Bernard Boursicot et sa prétendue famille s'installent à Paris.
Leurs activités d’espionnage sont finalement découvertes par les Américains lors de l’affaire Farewell. Boursicot est arrêté à Paris le 30 juin 1983, Shi Pei Pu un jour plus tard. Interrogé par la DST, Boursicot est inculpé pour « intelligence avec des agents d'une puissance étrangère » et Pei Pu pour complicité du même délit.
Ils sont condamnés le 6 mai 1986 à six ans de prison chacun. Shi Pei Pu est gracié par le président de la république François Mitterrand en 1987 à la demande du gouvernement chinois.
Ce cas d'espionnage reçoit une couverture médiatique en France et dans le monde quand Bernard Boursicot et Shi Pei Pu sont arrêtés et jugés, et que le public découvre la nature du subterfuge. À la suite d'un examen médical ordonné par le juge d'instruction, France Inter titra le 13 juillet 1983 « La Mata-Hari chinoise est un homme ».
En 1993, il révèle à un journaliste du New York Times être devenu bisexuel.

## Dans la fiction
Cette affaire inspira la pièce M. Butterfly de David Henry Hwang (en) en 1988 puis son adaptation cinématographique du même nom réalisée par David Cronenberg en 1993.
Ce titre, prononcé « Monsieur Butterfly », est un hommage à Madame Butterfly, opéra de Puccini datant de 1904, lui-même d'après le roman Madame Chrysanthème, de Pierre Loti en 1888, adapté en opéra en 1893, par André Messager.